# Мария-Вёрт
Мария-Вёрт (нем. Maria Wörth) — коммуна (нем. Gemeinde) в Австрии, в федеральной земле Каринтия.
Входит в состав округа Клагенфурт. Население составляет 1357 человек (на 31 декабря 2005 года). Занимает площадь 17,39 км². Официальный код — 2 04 19.

## Фотографии

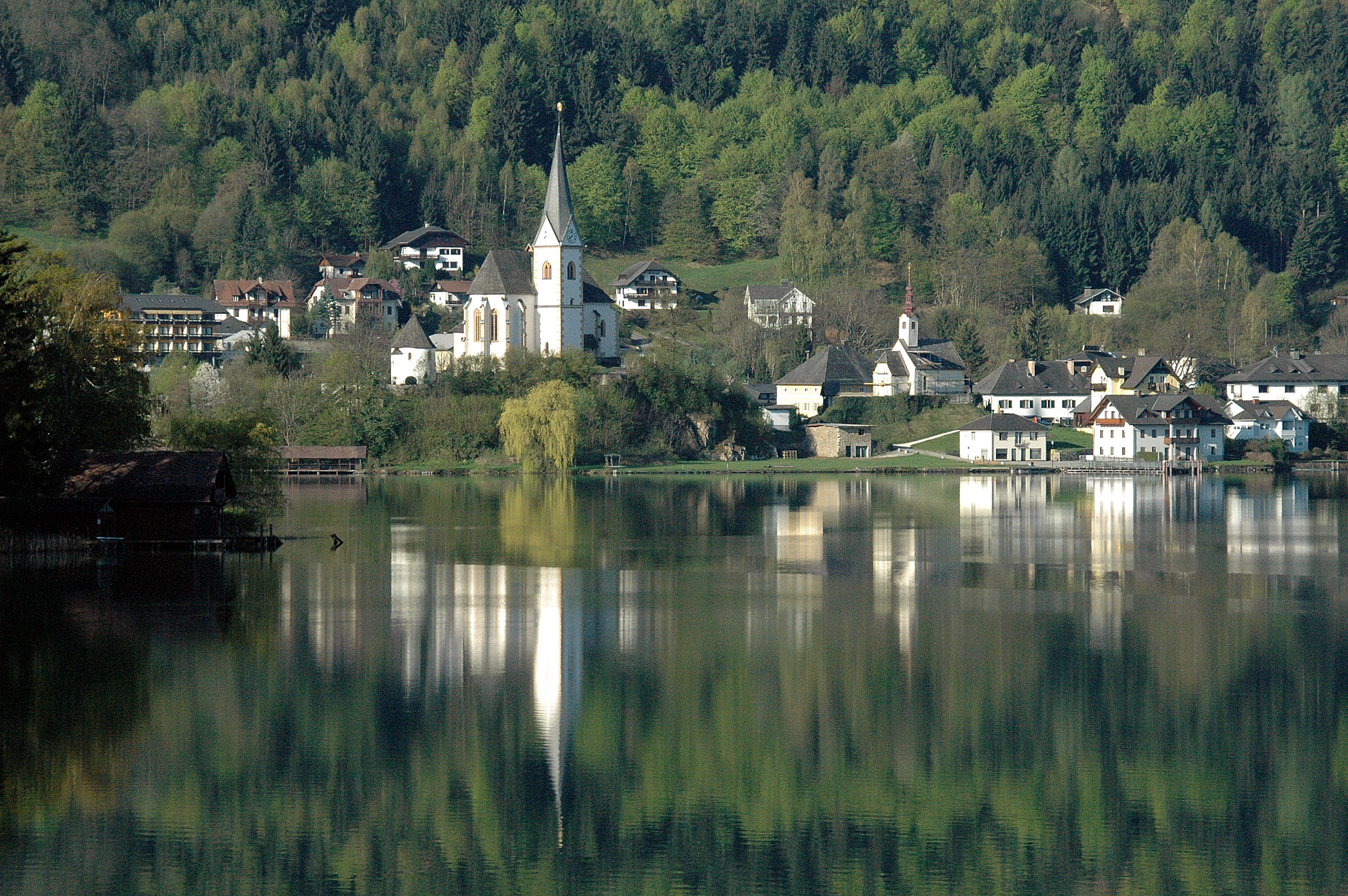
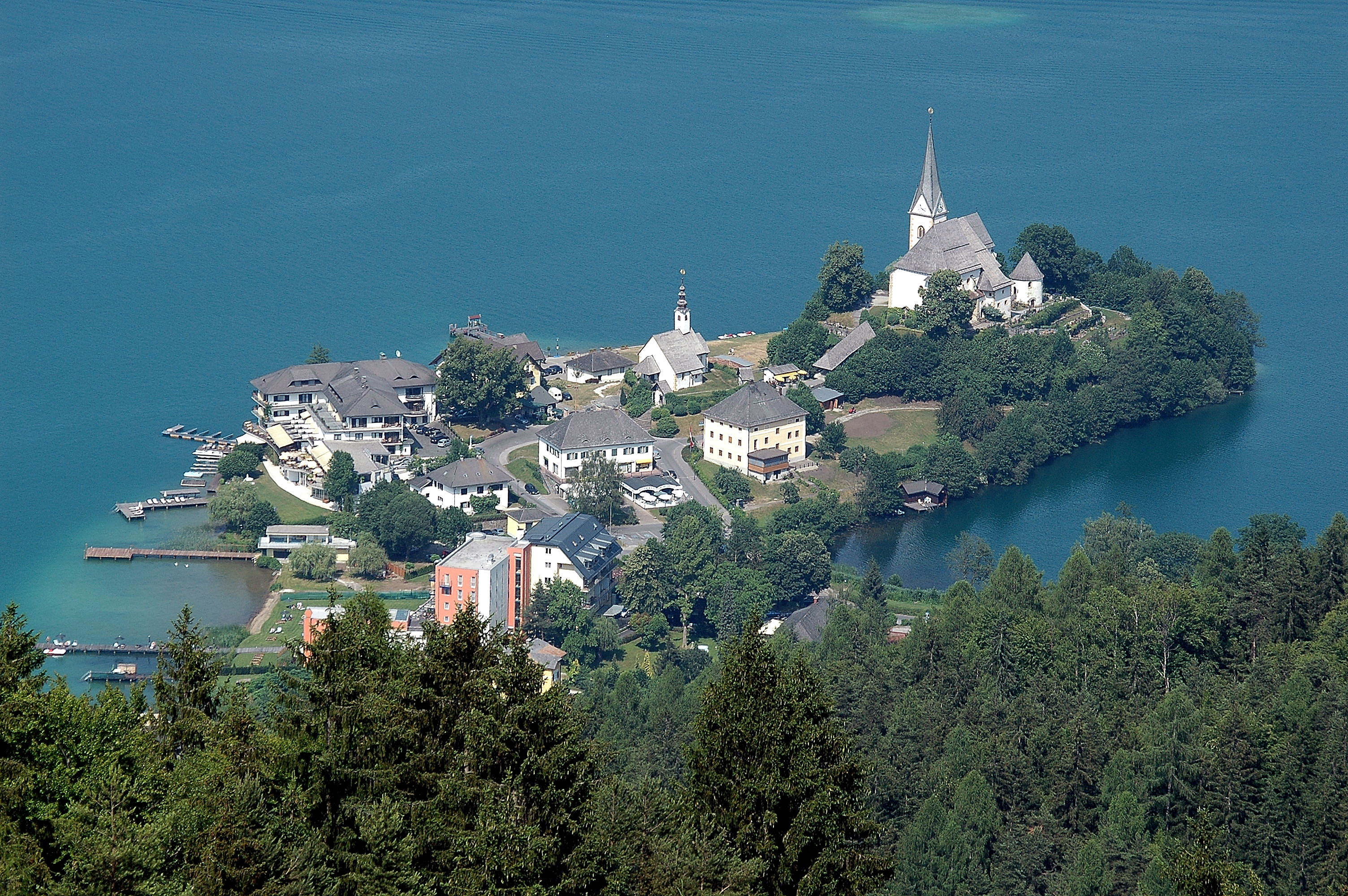
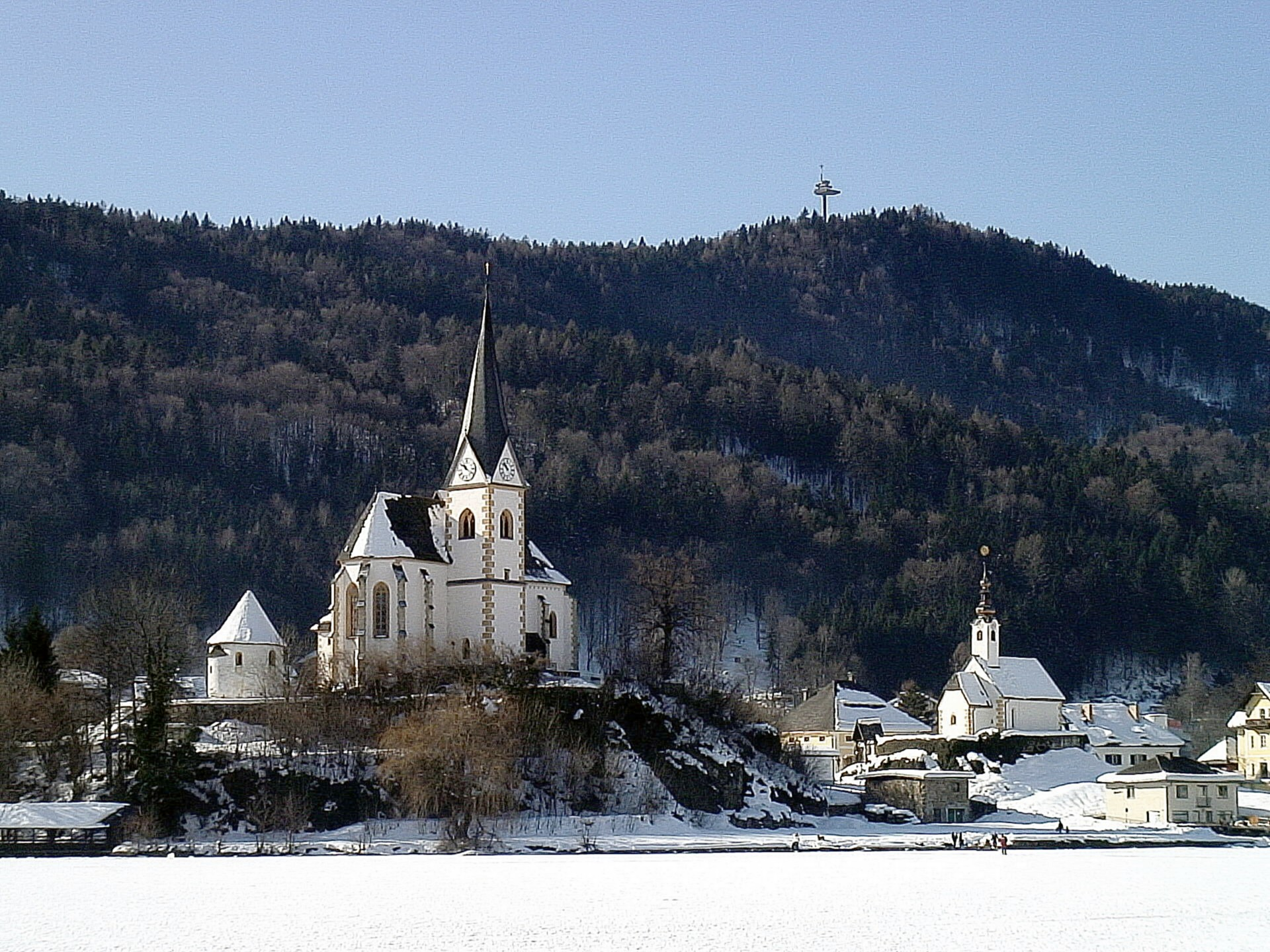
Церковь
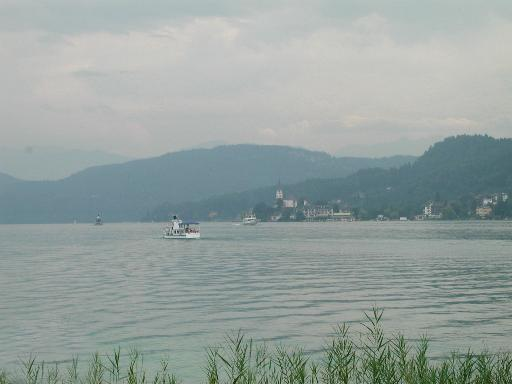
Церковь
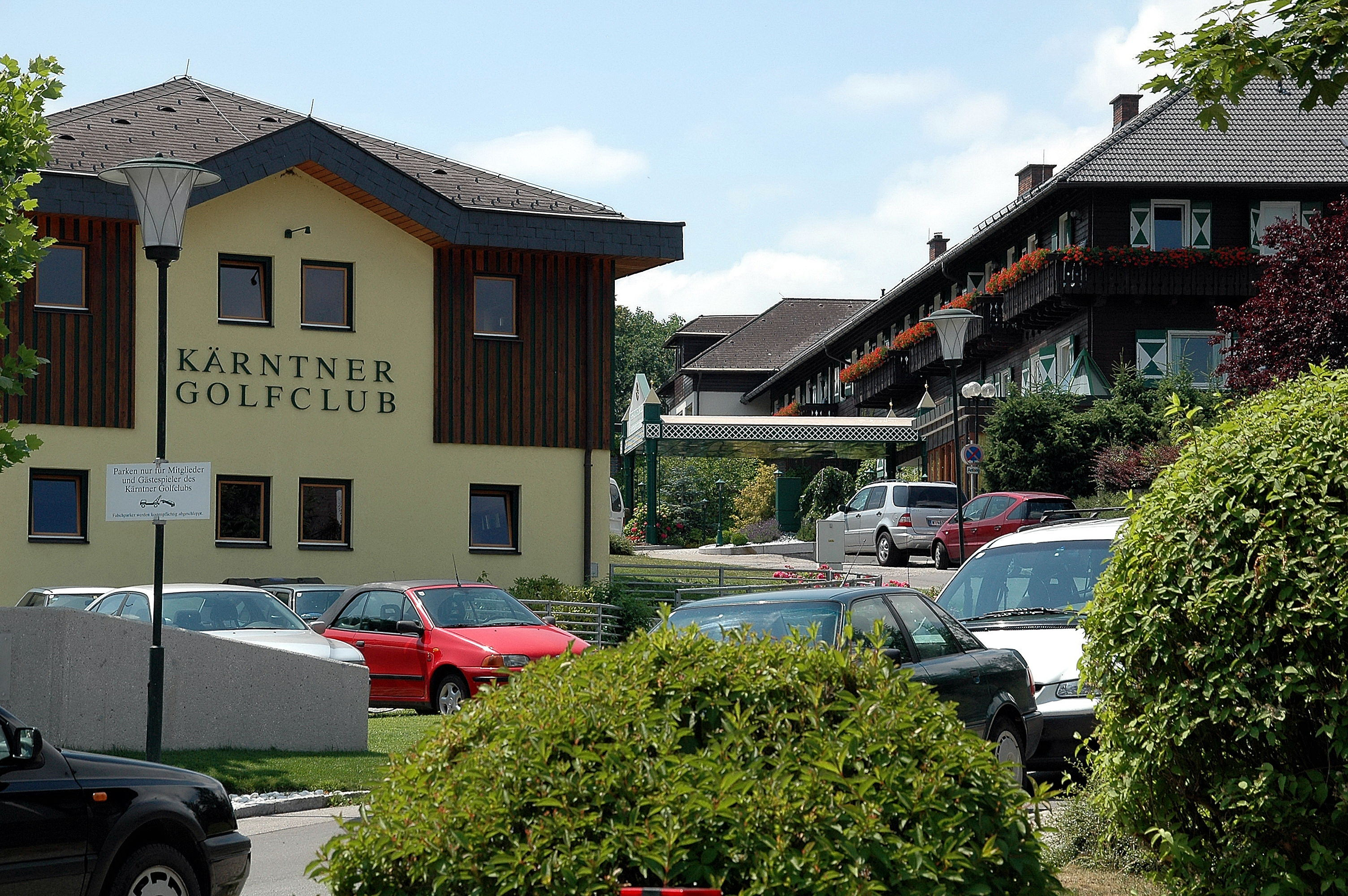

## Политическая ситуация
Бургомистр коммуны — Адольф Штарк (АПС) по результатам выборов 2003 года.
Совет представителей коммуны (нем. Gemeinderat) состоит из 15 мест.
- АПС занимает 7 мест.
- АНП занимает 5 мест.
- СДПА занимает 3 места.